# Джанфранческо I Гонзага
Вижте пояснителната страница за други личности с името Джанфранческо Гонзага.
Джанфранческо I Гонзага (на италиански: Gianfrancesco Gonzaga; * 1 юни 1395, Мантуа; † 25 септември 1444, пак там) от род Гонзага е италиански кондотиер, 5-ти капитан на народа на Мантуа от 1407 до 1433 г., господар на Мантуа до 1433 г. и първи маркграф на Мантуа от 1433 до смъртта си.

## Произход
Той е син и наследник на Франческо I Гонзага (* 1366; † 1407), 4-ти капитан на народа на Мантуа и кондотиер, и на съпругата му Маргерита Малатеста (* 1370, †  1399), сестра на известния кондотиер Малатеста ди Чезена. По бащина линия е внук на Луиджи II Гонзага и Алда д’Есте, а по майчина – на Галеото Малатеста, кондотиер, господар на Римини, Пезаро, Фано, Чезена, Асколи Пичено и Фосомброне, и на Елизабета да Варано. Има една сестра:
- Сузана, починала млада

Има и една полусестра от първия брак на баща си – Алда, съпруга на Франческо III да Карара, както и четири полубратя и две полусестри от негови извънбрачни връзки.

## Биография

### Ранни години
Джанфранческо е само на 12 г. при смъртта на баща си през 1407 г. Той е признат за господар на Мантуа на 20 март 1407 г. и докато чака да навърши пълнолетие, чичо му Карло I Малатеста е назначен за негов настойник. Благодарение на провенецианската политика, провеждана вече от баща му, а сега и от чичо му, малкият Джанфранческо е поставен под важната защита на Венецианската република (която изпраща контингент от 150 копиеносци за защита на града), което му позволява да прекара спокойни години до навършването на пълнолетие.

### Брак
На 22 август 1409 г. в Пезаро се жени за Паола Малатеста, дъщеря на Малатеста IV Малатеста, владетел на Пезаро и Фосомброне. Тя е не толкова привлекателна жена, но носи като подарък на семейство Гонзага генетичен дефект, който е предаден на следващите поколения: кифоза. Въпреки външния си вид обаче Паола е жена с остра интелигентност и интелект и играе основна роля в политическия избор на съпруга си. В нейно отсъствие Джанфранческо назначава граф Карло Албертини от Прато за свой заместник в управлението на града. По-късно графът е вкаран в затвора за заговор срещу него.

### Военно дело
С Джанфранческо е открита традицията на военния договор на кондотиер или капитан, в който същият определя условията си за служба на дадена сила; това трупа богатството на сем. Гонзага в следващите поколения. Джанфранческо служи дълго време под венецианския флаг и се съгласява да служи на Миланското херцогство едва когато то се съюзява с нея. Благодарение на военната си служба той обогатява личното си наследство и успява да получи териториални разширения в граничните райони и дори окупира за кратък период териториите на Азола и Лонато, които за много следващи поколения са желани от суверените на Мантуа. Към тези земи са добавени Боцоло, Виадана, Сан Мартино дал'Арджине и Ривароло, изтръгнати от кремонското семейство Кавалкабо.
През 1418 г. той посреща папа Мартин V в Мантуа, избран от Костанцкия събор, който остава до февруари 1419 г.
На 11 август 1425 г. поставя началото на Панаира на Грацие в местността Грацие (днес подселище на Куртатоне), където се намира Светилището на Света Богородица.
Благодарение на подкрепата на венецианците, на чиято армия става командващ след обезглавяването на техния водач Франческо Бусоне през 1432 г., Джанфранческо получава разширяването на държавата си на запад: земите на Лонато, Азола, Пескиера, Валеджо сул Минчо, Леняго, Ногароле Рока, Кастильоне, Кастел Гофредо, Солферино, Изола Доварезе, Дозоло, Остиано, Редондеско, Кането, Сабионета, Волонго и Весковато.

### Първи маркиз на Мантуа
На 6 май, след дълго преследване, Джанфранческо най-накрая получава императорската диплома, с която успява да се похвали с титлата на първи маркиз на Мантуа. Тази титла, която най-накрая узаконява и прави семейното притежание на Мантуа официално наследствено, му струва 12 000 златни флорина. Император Сигизмунд Люксембургски пристига в Мантуа през септември 1433 г. и в разгара на пищна церемония (22 септември) предава отличителните знаци на маркиз на Гонзага. Гербът на Гонзага е обогатен с червения кръст, поставен настрани от четирите царски орела. По същия повод Джанфранческо става още по-тясно свързан с имперската политика, подписвайки годежа на най-големия си син (и бъдещ маркиз) Лудовико с Барбара фон Бранденбург, племенница на императора.
Джанфранческо е запомнен с това, че поръчва на Пизанело да направи стенописи в зала на Херцогския дворец в Мантуа, със строежа на двореца в Мармироло и с поръчката на камбанарията на църквата „Сант'Андреа“ в Мантуа, църквата „Санта Паола“ и църквата „Санта Кроче“. Той е домакин на талантливи художници и скулптори в двора си, включително Якопино да Традате. През 1423 г. той кани Виторино да Фелтре в Мантуа като учител на децата си и тук основава Ка Дзойоза – известно хуманистична школа.

### Последни години
Последните години от живота на първия маркиз на Мантуа обаче не са много щастливи: първо той е свидетел на ожесточеното съперничество между синовете си Лудовико и Карло, а след това на злощастна промяна на политиката на сближаването с Милано и последвалата война с Венеция, която му носи някои тежки военни неуспехи, водещи до загубата на някои от преди това старателно завоювани земи като Леняго и Ногароле Рока; последващият мирен договор, подписан в Кавриана (Мир от Кавриана или Кремонски мир) на 20 ноември 1441 г. установява прехвърлянето на владенията на Азола, Лонато, Валеджо сул Минчо и Пескиера към Венецианската република, както и възстановяването на военни щети за сумата от 4000 златни дуката.
Умира през 1444 г. на 48-49 г. в Мантуа и е погребан в църквата „Сан Франческо“. След смъртта му през 1444 г. е налице първото разделение на държавата Мантуа между четиримата му сина.

## Брак и потомство
∞ 22 август 1409 в Пезаро за Паола Малатеста (* 1384/1393, Пезаро; † 1453, Мантуа, Маркграфство Мантуа), дъщеря на Малатеста IV Малатеста, владетел на Пезаро и Фосомброне, от която има шест сина и две дъщери:
- Луиджи III Гонзага или Лудовико Гонзага, или Лудовико II Гонзага, наречен „Турчина“ (* 5 юни 1412 в Мантуа, † 12 юни 1478 в Гойто), 2-ри маркграф на Мантуа (1444 – 1478), най-забележителният представител на семейството, под неговото ръководство Мантуа става една от столиците на Италианския ренесанс, ∞ 12 ноември 1433 за Барбара фон Бранденбург (* 1423, † 7 ноември 1481), дъщеря на маркграф Йохан фон Бранденбург-Кулмбах „Алхимиста от род Хоенцолерни, от която има 5 сина и 5 дъщери;
- Карло Гонзага (* ок. 1415 в Мантуа, † 21 декември 1456 във Ферара), господар на Лудзара, Сабионета, Боцоло, Сан Мартино дел'Арджине, Гацуоло, Виадана, Судзара, Гондзага, Реджоло, Изола Доварезе и Ривароло; ∞ 1. 1437 за Лучия д'Есте (* 24 март 1419, † 28 юни 1437), дъщеря на маркграф Николо III д’Есте († 1441) от Дом Есте, от която няма деца. ∞ 2. 1445 за Рингарда Манфреди, дъщеря на Гуидантонио Манфреди, господар на Фаенца, от която един син и една или три дъщери. Има и 2 или 3 извънбрачни деца;
- Маргерита Гонзага (* 31 март 1418, Мантуа; † 3 юли 1439, Говерноло), чрез брак маркиза на Ферара, Модена и Реджо (1435 – 1439); ∞ януари 1435 г. за Леонело д’Есте (* 1407, † 1450), маркграф на Ферара, извънбрзачен син на Николо III д’Есте и Стела де Толомеи, от когото има 1 син;
- Родолфо Гонзага (* 1420, † малко след това)
- Джанлучидо Гонзага (* 31 май 1421, Мантуа; † 11 юни 1448, Черезара), венециански патриций, студент по богословие в Павия, апостолически протонотарий, наследник на Волта, Кавриана, Черезара, Сан Мартино Гузняго, Пиубега, Родиго и Кастеларо;
- Федерико Джован Франческо Гонзага (* 1422, † малко след това)
- Чечилия Гонзага (* 18 януари 1425, Мантуа; † 3 ноември 1451, пак там), венецианска патриция, монахиня в манастира „Санта Киара“ в Мантуа
- Алесандро Гонзага (* 1415, Мантуа; † 16 януари 1466 пак там),  маркграф на Кастел Гофредо, Медоле, Кастильоне и Солферино (1444 – 1466) и господар на Остиано (1444 – 1466), ∞ ∞ 1446 за Аниезе да Монтефелтро (* 1425; † 1522), вдовица на Гуидантонио Манфреди, господар на Имола и Фаенца, и дъщеря на Гуидантонио да Монтефелтро, граф на Урбино, и навтората му съпруга Катерина Колона, племенница на папа Мартин V, от която няма деца.